# Android Eclair
Android Eclair je verze mobilního operačního systému Android vyvinutého společností Google a pátým operačním systémem Android a již nepodporovaných verzí 2.0 až 2.1. Android 2.1, představený 26. října 2009, vychází z významných změn provedených v Android 1.6 „Donut“.

## Novinky
- Aktualizované Mapy Google s podporou vrstev
- Podpora více účtů
- Vylepšený webový prohlížeč
- Speciální rozhraní a režim s velkými ikonami pro ovládání telefonu v autě
- Nová odemykací obrazovka
- Nový widget YouTube pro rychlé nahrávání videí
- Převod textu na mluvenou řeč
- Integrace Facebooku a synchronizace kontaktů s touto sociální sítí
- Nový vzhled